# لائورا نیکولس
لائورا نیکولس (اسپانیایی: Laura Nicholls‎؛ زادهٔ ۲۶ فوریهٔ ۱۹۸۹) بازیکن بسکتبال اهل اسپانیا است.
وی در مسابقات کشوری و بین‌المللی در مجموع برندهٔ ۳ مدال طلا، ۲ مدال نقره، ۴ مدال برنز شده‌است.